# 髙橋優斗
髙橋 優斗（たかはし ゆうと、1999年〈平成11年〉11月15日 - ）は、日本の経営者、タレント、俳優、元アイドル。ジュニア内男性アイドルグループ・HiHi Jetsの元メンバー。前YX factory.株式会社 現横浜バニラ株式会社 代表取締役社長。
神奈川県横浜市出身。最終所属はSTARTO ENTERTAINMENT。
なお、正式な表記は俗字の「髙（はしごだか）」だが、常用外漢字等の使用に制限がある一部メディアでは、正字体の「高（くちだか）」に修正して表記される。

## 来歴
中学3年生までやっていた野球を引退して辞めた後、次に何か夢中になれるものはないかと考え、芸能界入りを考える。そしてあらゆるプロダクションに応募し、唯一返事が来たジャニーズ事務所のオーディションを受け、2015年5月2日、15歳の高校1年生で入所。同期に岩﨑大昇（美 少年）、佐々木大光（7 MEN 侍）、黒田光輝（少年忍者）、ラウール（Snow Man）がいる。
2016年4月 - 5月の『ジャニーズ銀座2016』にはジャニーズJr.内ユニット・Classmate Jのメンバーとして出演していたが、7月14日に行われた『テレビ朝日・六本木ヒルズ 夏祭り SUMMER STATION開幕直前イベント』にジャニーズJr.内グループHiHi Jetsのメンバーとして出演。以後、同ユニットのメンバーとして活動する。
2024年9月19日、同年10月1日0:00をもってHiHi Jetsを脱退し、STARTO ENTERTAINMENTを退所することを発表。9月30日に最後のブログで「改めて皆さまHiHi Jets高橋優斗を応援してくださり、ありがとうございました。何度でも言います。高橋優斗のアイドル人生は皆さんのお陰で最高でした。本当にありがとうございました!!」とメッセージを残し、退所した。2024年10月横浜バニラ株式会社設立。代表取締役CEO就任。10月23日、事務所退所後に「元町眉毛」として投稿していたXのアカウントが自身のものであることを明かし、今後は本名で投稿を行っていくと表明した。25日の横浜DeNAベイスターズ公式YouTubeチャンネルでの生配信「SMBC日本シリーズ2024 開幕前夜 緊急YouTube生配信!! 〜届け 我らの声〜」のMCが、事務所退所後の初活動となる。この出演は、三浦大輔監督より髙橋に電話で直接オファーがあり実現したことを、生配信内で発言した。

## 人物
- ゆうぴー[16][17]、YP[17]、ジョージ[注 3]などのあだ名があり、ファンからはゆうぴーの愛称で親しまれている[18]。ゆうぴーは適当につけたあだ名であるが、『らじらー!サタデー』の自己紹介で言ったところ定着したという[17]。
- 2歳年下の弟がいる[4]。
- グループの中ではまとめ役であり、『ザ少年倶楽部』ではMCを務めることが多かった[19]。
- 特技はローラースケートとプロ野球選手のモノマネ[3]。
- 小学校2年生の時から野球を始め、中学・高校と野球部に所属していた[20]。ポジションはキャッチャー[4]。2016年のジャニーズ野球大会ではファインプレー賞[21]、2017年のジャニーズ大運動会2017では敢闘賞を受賞[22]。2019年7月12日に東京ドームで行われた「マイナビオールスターゲーム2019」第1戦のファーストピッチセレモニーにグループで出演した際も代表して投げ、ストライクを決めた[20]。
- プロ野球では横浜DeNAベイスターズのファンであり、『中居正広のプロ野球魂』ではファン代表として出演している[23]。2022年から3年連続で横浜DeNAベイスターズのホームゲームでセレモニアルピッチを務めている[24][25]。横浜DeNAベイスターズの試合の中継の仕事をすることが夢[3]。
- “ジャニーさんが最後に推したジャニーズ”とも言われ[26]、2019年7月12日に行われたジャニー喜多川の家族葬でも東山紀之や堂本光一と共に[27]弔辞を読んで話題となった[26]。
- 自身の目と眉毛[16]を気に入っており、殿堂入りのチャームポイントとしている[28]。

## 出演

### テレビドラマ
- 24時間テレビスペシャルドラマ「盲目のヨシノリ先生〜光を失って心が見えた〜」（2016年8月27日、日本テレビ） - 井川勇樹 役
- ポイズンドーター・ホーリーマザー 第3話（2019年7月20日、 WOWOW） - 黒田正幸 役[29][30]
- 恋の病と野郎組（2019年7月20日 - 9月21日、BS日テレ） - 主演・一条大地 役（ジャニーズJr.として主演）[31][32]
  - 恋の病と野郎組 Season2（2022年1月25日 - 3月28日、日本テレビ） - 主演・一条大地 役（ジャニーズJr.として主演）[33]
- 彼らを見ればわかること（2020年1月11日 - 2月29日、WOWOW） - 内田柊司 役[34]
- SUITS/スーツ2 第5話（2020年8月10日、フジテレビ） - 高山雄哉 役[35]
- #リモラブ 〜普通の恋は邪道〜（2020年10月14日 - 12月23日、日本テレビ） - 八木原大輝 役[36][37]
- DIVE!!（2021年4月15日〈14日深夜〉 - 7月1日〈6月30日深夜〉、テレビ東京） - 主演・沖津飛沫 役（井上瑞稀・作間龍斗とトリプル主演）[38]
- 彼女はキレイだった（2021年7月6日 - 9月14日、関西テレビ・フジテレビ） - 里中純一 役[39]
- 全力!クリーナーズ（2022年4月18日 - 6月20日、ABCテレビ） - 主演・豪徳寺優 役（HiHi Jetsのメンバー5人で主演）[40]
- 純愛ディソナンス（2022年7月14日 - 9月22日、フジテレビ） - 朝比慎太郎 役[41][42]
- さよならの向う側 第4話（2022年10月13日、日本テレビ） - 伊勢谷幸太郎 役[43]
- イチケイのカラス スペシャル（2023年1月14日、フジテレビ） - 諏訪遙人 役[44]
- 勝利の法廷式（2023年4月13日 - 6月15日、読売テレビ・日本テレビ） - 流川蒼 役[45]
- 君が死ぬまであと100日（2023年10月24日 - 12月26日、日本テレビ） - 主演・津田林太郎 役[46][47]

### テレビ番組
- Jr.選抜！標への道（2018年7月2日・9日・11日・16日、日本テレビ）[48]
  - 「いて座のA型BOY」 - 血液型の神 役
  - 「警備員」 - 髙橋 役

### バラエティ番組
- Rの法則（2016年 - 2018年、NHK Eテレ）[49]
- 痛快TV スカッとジャパン（フジテレビ）
  - 第162回「機転を利かせてお助けスカッと」（2019年4月15日）[50]
  - 第215回「地味な私の人生を変えた奇跡」（2020年9月7日）[51] - 涼太 役[52]
  - 第258回《USJ 神対応4連発》「荷物検査を嫌がる女の子に…」（2021年12月20日）[53][54]

### 配信ドラマ
- 純愛ディソナンス 転調〜空白の5年間〜（2022年8月18日 - 、TVer） - 朝比慎太郎 役[55]

### ラジオ
- らじらー!サタデー（2016年4月2日 - 2019年3月30日 、NHKラジオ第1）[56]

### アニメ
- クレヨンしんちゃん「『裸の少年』がきたゾ」（2019年8月2日、テレビ朝日） - 髙橋優斗（本人） 役[57]

### 吹き替え
- フェ〜レンザイ -神さまの日常-（2023年7月5日 - 9月27日、テレビ東京） - コウテン 役[58]

### コンサート
- マイナビ サマステライブ2023 俺たちがミライだ!!（2023年8月12日、EX THEATER ROPPONGI） - PAISEN応援隊として出演[59][60]

### CM
- B-R サーティワン アイスクリーム（2020年4月 - ）[61]